# Maris Pacifici

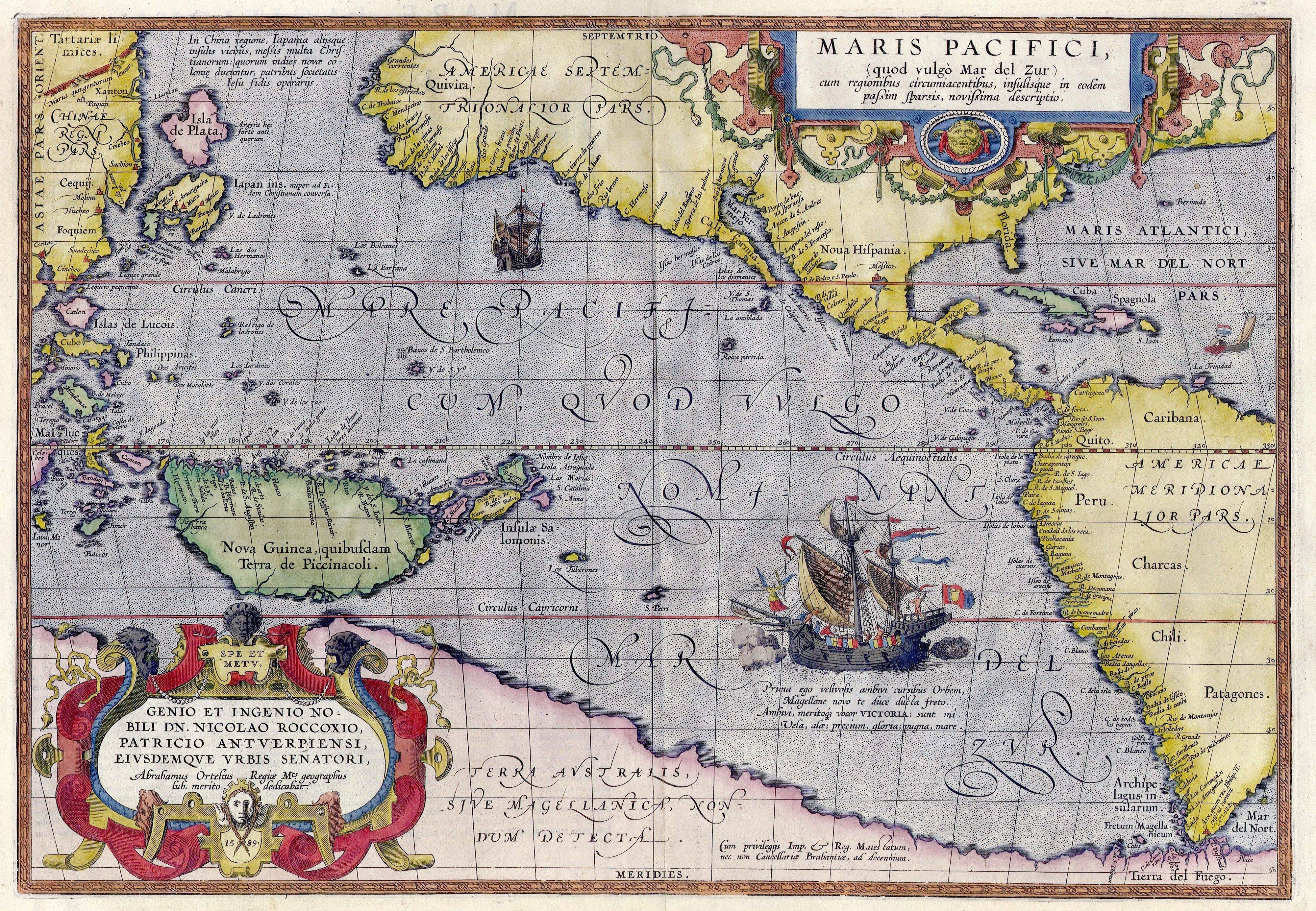

A Maris Pacifici (teljes címén Description Maris Pacifici, a Csendes-óceán leírása) az első kifejezetten a Csendes-óceánról nyomtatott térkép. 1589-ben rajzolta Abraham Ortelius Frans Hogenberg azonos évből származó Amerika-térképére és Vaz Dourado 1568-as Japánról szóló leírására alapozva.

## Fordítás
- Ez a szócikk részben vagy egészben a  Maris Pacifici című angol Wikipédia-szócikk ezen változatának fordításán alapul.  Az eredeti cikk szerkesztőit annak laptörténete sorolja fel. Ez a jelzés csupán a megfogalmazás eredetét és a szerzői jogokat jelzi, nem szolgál a cikkben szereplő információk forrásmegjelöléseként.